# Moundou
Moundou er hovedbyen i regionen Logone Occidental i Tchad. Byen har en befolkning på 99.530 indbyggere (1993). 

## Venskabsbyer
- Poitiers, Frankrig